# Jamaica op de Olympische Winterspelen 2018
Jamaica was een van de deelnemende landen aan de Olympische Winterspelen 2018 in Pyeongchang, Zuid-Korea.
Bij de achtste deelname van het land aan de Winterspelen werd voor de zevende keer deelgenomen in het bobsleeën en voor het eerst in skeleton, de derde olympische sportdiscipline waarin namens Jamaica werd deelgenomen. Van de drie debuterende deelnemers was Jazmine Fenlator-Victorian voor de vlaggendrager bij de openingsceremonie.

## Deelnemers en resultaten
(m) = mannen, (v) = vrouwen 

### Bobsleeën
Vrouwen
| Olympiër                                  | Onderdeel       | Resultaat | Prestatie                               |
| ----------------------------------------- | --------------- | --------- | --------------------------------------- |
| Jazmine Fenlator-Victorian Carrie Russell | tweemansbob (v) | 18e       | 3.25,94 (51,29 / 51,50 / 51,83 / 51,32) |

### Skeleton
| Olympiër       | Onderdeel | Resultaat | Prestatie                       |
| -------------- | --------- | --------- | ------------------------------- |
| Anthony Watson | mannen    | 29e       | 2.40,52 (53,13 / 54,04 / 53,35) |